# Боромакот
Боромакот (тай. บรมโกศ; 1681 — 26 квітня 1758) — 32-й володар Аюттхаї у 1733—1758 роках. Ім'я перекладається як «Володар у похоронній урні». Відомий також як Маха Таммарача II. У ланкійців відомий як Дгамміка.

## Життєпис

### Молоді роки
Походив з династії Банпхлу-Луанг. Другий син Сурійентхратхібоді, принца Мадуа, та Пханваси. Народився 1681 року, отримавши ім'я Пхон. 1688 року батько призначається упаратою (спадкоємцем). 1703 року Сурійентхратхібоді посів трон Аюттхай, призначивши Пхона пхра-бантунной (молодшим очільником). При цьому рекомендував старшому своєму синові Пхету зробити Пхона своїм спадкоємцем. Це було здійснено, коли 1709 року тойпосів трон — Пхон був призначений упаратою.
1732 року Тхайса вирішив, що після його смерті трон буде переданий другому своєму синові Апхаю. Втім на той час Тхайса був вже тяжко хворий. Невдовзі повстав молодший син Тхайси — Порамет. Цим скористався Пхон, що також почав боротьбу за владу. В запеклій війні Пхону вдалося перемогти суперників, він стратив своїх небожів та їх прихильників.  На той час 1733 року помер Тхайса. Тому Пхон зайняв трон під ім'ям Бороммакот

### Володарювання
Продовжував політику свого попередника. Закони прийняті ним були настільки якісними, що деякі з них досі вважаються дійсними, виконанням яких ліквідував значну частину злочинності. Також знову заселив спустошені райони після воєн, сприяв розвитку землеробства, ремісництва та торгівлі.

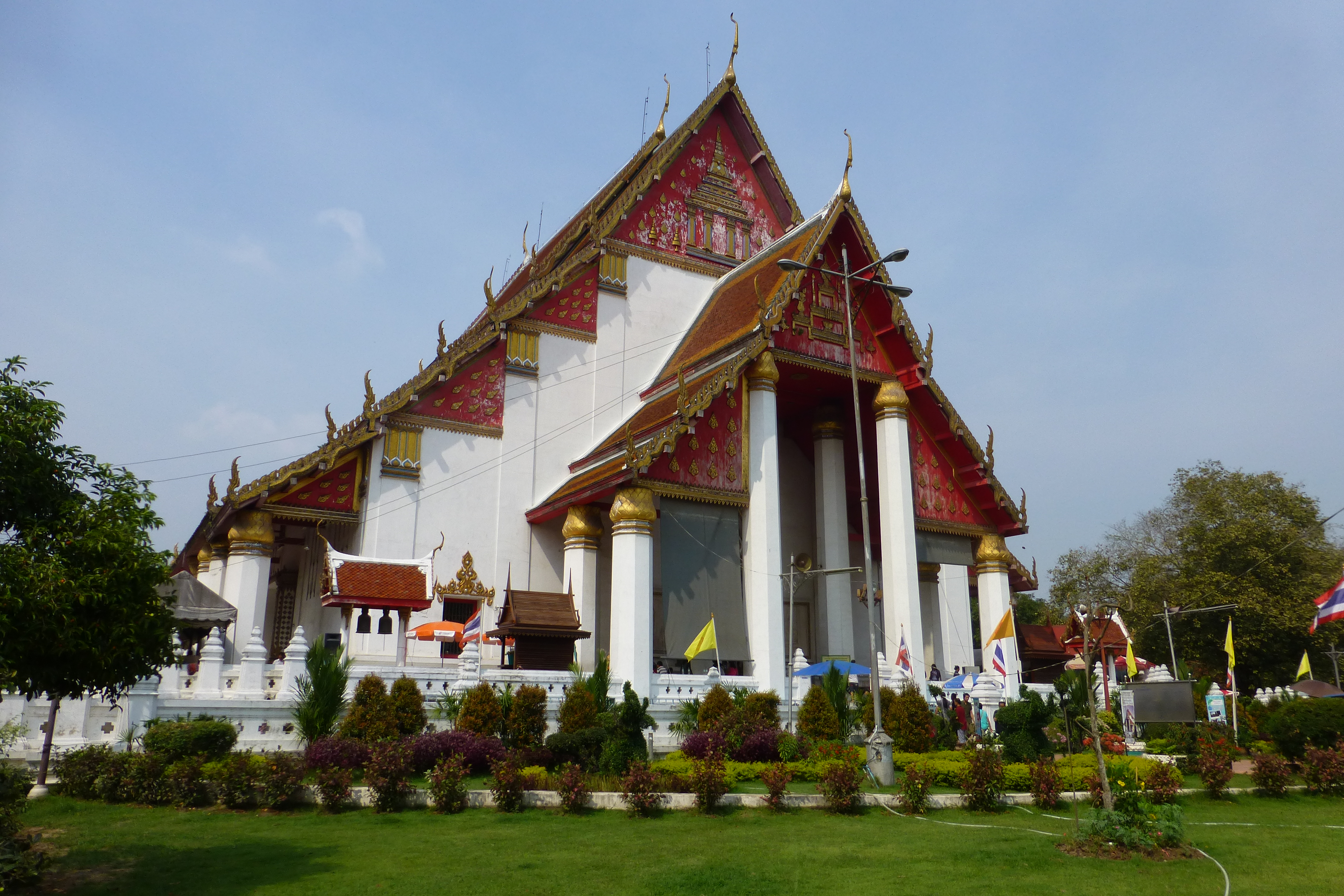
Віхан Пхра Монгкхон Бопхіт

Уславився будівельними роботами. Було перебудовано столицю держави взагалі. Царський палац Аюттхаястав місцем масштабного ремонту (насамперед тронна зала — Санпхет Прасат), в якому брав участь Боромакот. Також протягом панування відбувалася реконструкція буддійських храмів, зокрема Віхан Пхра Монгкхон Бопхіт, Ват Махатхат у місті Пхітсанулок, Ват Махатхат Тхунг Янг, Ват Фу Кхао Тхонг.
У 1741 році Боромакот призначив свого сина Тхамматхібета упаратою. Той виявився здібним державцем, а також був відомий як поет. Проте у нього був інтимний зв'язок з двома наложницями Боромакота — Сангван та Нім, що було тяжким злочином. У 1746 році коханців спіймали і присудили до побиття кийками. Тхамматхібету було завдано 120 ударів, наложницям — по 30. Тхамматхібет помер під час побиття, а Сангван померла через 3 дні, Нім вижила, але її вигнали з двору.
1749 року відправив військо проти нгуєнського ставленика Сатти II, правителя Камбоджі, якого було повалено. Натомість на трон було поставлено Четту V, який визнав зверхність Аюттхаї.
Пізніша аюттхайська аристократія шанувала Боромакота за його релігійні реформи, спрямовані на вирішення проблем соціального негаразду. Правитель також сприяв культурному піднесенню, підтримував літературу та мистецтва.
У 1753 році на прохання Кіртішрі Раджасінґи, магараджи Канді, відправив туди 15 ченців на чолі із Упалімахатхерою (на Шрі-Ланці відомим став як Сарананкара Тера) та Ар'ямуні для реорганізації та поліпшення релігійного життя. Їх діяльність тривала 3 роки і була дуже успішною, за цей час 800 нових ченців і 2000 послушників були висвячені та стали частиною нового релігійного ордена під назвою Сьямаванса, тайської школи сангхи, яка все ще є одним із головних чернечих орденів на Шрі-Ланці. 1756 року Боромакот відправив до Канді 16 ченців на чолі із Магатхерою і  Варагнанамуні Ану.
Водночас, оскільки знищив багатьох військовиків під час захоплення влади, він не довіряв останній, чим призвів її до занепаду. Тому покладався на диплмоатію. Так, він не підтримав монську державу Відроджене Гантаваді у протистоянні з бірманським правителем Алаунпаєю, а натомість уклав з останнім дружну угоду. В рамках її виконання 1757 року арештував колишнього правителя Відродженого Гантаваді Смімгто Буддакеті, якого закував у кайданки та відправив до імперії Цін.
1757 року Бороммакот призначив свого третього сина Док Дуа упаратом, пропустивши свого другого сина Екатхата, тому що вважав, що той не підходить на посаду володаря через фізичні і психічні проблеми. Останній примушен був стати ченцем. Помер Боромакот у травні 1758 року. Йому спадкував син Дуа під ім'ям Утумпон.